# Nilson Ricardo da Silva Júnior
Nilson Ricardo da Silva Júnior, meglio noto come Nilson (Recife, 31 marzo 1989), è un calciatore brasiliano, difensore del Rio Claro.